# .ma
.ma는 모로코의 국가 도메인이다.

## 통계
- .ma의 전체 호스트 수: 277,338개 (2012년)[1]
- 모로코의 총 인터넷 사용자 수: 19,021,000 (2016년)[1]
- 모로코의 전체 ADSL 연결 수: 550,000 (2007년)[2]

## 2차 도메인
- المغرب.: 아랍어 TLD (일반)
- .ma: 일반
- net.ma: 인터넷 제공자
- ac.ma: 교육기관
- org.ma: 단체
- gov.ma: 정부기관
- press.ma: 언론
- co.ma: 상업 단체